# Caloptilia robustella
Caloptilia robustella là một loài bướm đêm thuộc họ Gracillariidae. Nó được tìm thấy ở khắp châu Âu, ngoại trừ bán đảo Balkan.
Sải cánh dài 10–13 mm. Có nhiều lứa trong năm, con trưởng thành bay between tháng 4 và tháng 11.
Ấu trùng ăn Fagus sylvatica và Quercus robur. Chúng ăn lá nơi chúng làm tổ.